# Lisa Germano

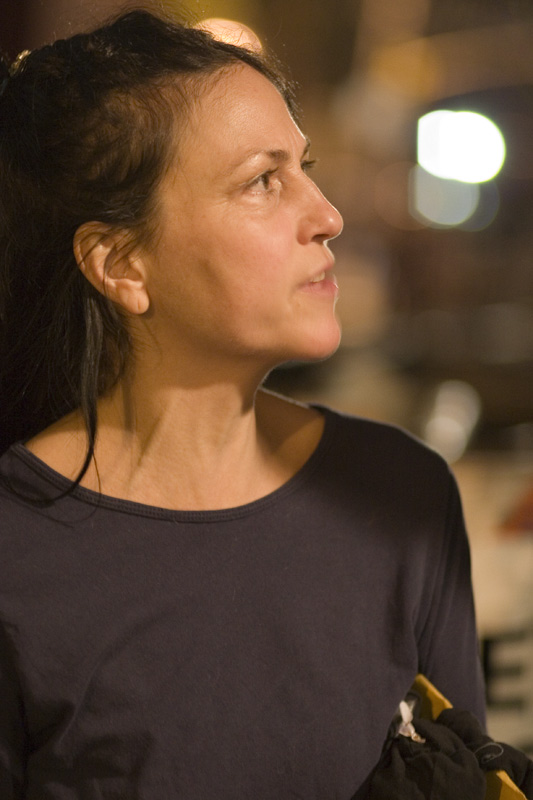
Lisa Germano.

Lisa Germano (n. 27 de junio de 1958) es una cantante y compositora estadounidense, multiinstrumentista que ha publicado siete álbumes caracterizados por su profundo estilo vocal, sus letras intimistas y el sonido de su inconfundible violín. En 1994, su álbum Geek the Girl recibió excelentes críticas, siendo incluso candidato al mejor álbum de los 90 por la revista musical Spin. También es conocida como artista invitada o músico de sesión por varios artistas como John Mellencamp, Simple Minds, David Bowie, Neil Finn, Sheryl Crow, Jewel y Eels en más de setenta discos.

## Biografía
Lisa Ruth Germano nació en Mishawaka, Indiana, fue una de seis hermanos nacidos en el seno de una familia católica Italo-americana. Sus padres, profesores y músicos animaron a sus hijos a que desde edad temprana aprendieran a tocar algún instrumento musical. A los siete años compuso su primera pieza musical para piano, una ópera de 15 minutos. Más tarde aprendería a tocar el violín, un instrumento que finalmente la conduciría hacia su carrera profesional en el mundo musical.
Debutó profesionalmente como violinista en la banda de John Mellencamp, primero con una aparición en su primer álbum The Lonesome Jubilee, para más tarde empezar a trabajar e ir de gira juntos durante siete años. En esa época, las giras y las sesiones de grabación con Simple Minds e Indigo Girls motivaron a Germano a realizar sus propios proyectos.
En 1991 Germano publicó su primer álbum en solitario, el Lo-fi, On the Way Down From the Moon Palace en su propia discográfica, Major Bill Records. Al no conseguir una gran distribución y promoción, las ventas fueron bajas, pero el álbum ayudó a que la discográfica Capitol Records se fijara en ella, con la que firmó un contrato en 1992. Su principal álbum, Happiness fue publicado en 1993, aunque justo antes de su publicación, y debido a una reorganización del personal de Capitol, sus principales benefactores se desvincularon de la discográfica. Al darse cuenta de que su álbum no iba a obtener el nivel de promoción que esperaba, Germano consiguió con éxito recuperar los derechos de autor de su álbum y más tarde, en ese mismo año, firmó un contrato con la discográfica británica independiente 4AD Records, quiénes en esa época tenían un acuerdo de producción y distribución con la Warner Bros. Records en EE. UU.
Solo seis meses después de Happiness, Germano publicó en 4AD el álbum Geek The Girl (1994). Obtuvo excelentes críticas y fue seleccionado como uno de los 100 mejores discos de la década de 1990 según la revista Spin. El historiador musical Piero Scaruffi lo sitúo en el puesto 15 de los mejores discos de rock de todos los tiempos en su enciclopedia History of Rock Music.
La cantautora grabó dos LPs más con 4AD: Excerpts From A Love Circus (1996) y Slide (1998). Este último contó con Joey Burns de Calexico en la base rítmica. Después de un período de silencio en el que rumió la posibilidad de abandonar su carrera musical, publicó Lullaby for Liquid Pig (2003), con la colaboración del guitarrista Johnny Marr, en una discográfica independiente que cerró poco después. Lisa Germano fichó por el sello Young God Records de Michael Gira, declarado admirador de su música, reeditando el álbum de 2003 y publicando allí sus dos posteriores obras, In The Maybe World (2006) y  Magic Neighbor (2009).
Dado que Gira se encontraba concentrado en la resurrección de su banda Swans y admitió no poder dedicarle a Germano el tiempo que necesitaba, su último trabajo, No Elephants (2013), fue editado en la discográfica Badman Recording Co.

## Discografía

### Álbumes
- On the Way Down From the Moon Palace - Major Bill Records, 1991
- Happiness (CD) - Capitol Records, 1993/4AD Records, 1994
- Inconsiderate Bitch (EP) - 4AD, 1994
- Geek the Girl (CD) - 4AD, 1994
- Excerpts From a Love Circus (CD) - 4AD, 1996
- Slush (con OP8) - Thirsty Ear Recordings, 1997
- Slide (CD) - 4AD, 1998
- Concentrated (CD) - autoeditado, 2002
- Rare, Unusual or Just Bad Songs (CD) - autoeditado, 2002
- Lullaby for Liquid Pig (CD) - Ineffable/ARTISTdirect, 2003
- In the Maybe World (CD) - Young God Records - 2006
- Magic Neighbor (CD) - Young God Records - 2009[3]
- No Elephants (CD) - Badman Recording Co. - 2013[4]

### Singles
- 1993 - "You Make Me Want To Wear Dresses"
- 1994 - "Puppet" (Radio Promo Only)
- 1995 - "Cry Wolf"
- 1996 - "Small Heads"
- 1997 - "I Love A Snot"
- 1997 - "Lovesick"
- 1997 - "Sand" (With OP8)

### Participaciones
- The Lonesome Jubilee - John Mellencamp (1987)
- Big Daddy - John Mellencamp (1989)
- Nomads Indians Saints - Indigo Girls (1990)
- 30th Anniversary Concert Celebration - Bob Dylan (1993)
- Beside You - Iggy Pop (1993)
- In Flight - Linda Perry (1996)
- Time and Love: The Music of Laura Nyro - Various Artists (1997)
- The Globe Sessions - Sheryl Crow (1998)
- Electro-Shock Blues - Eels (1998)
- Oh, What a Beautiful Morning - Eels (2000)
- Shootenanny! - Eels (2003)
- 7 Worlds Collide - Neil Finn (2001)
- Small Town City - Michael B. White (2001)
- L'Absente - Yann Tiersen (2001)
- Anna - Anna Waronker (2002)
- Heathen - David Bowie (2002)
- 0304 - Jewel (2003)
- Strong Currents - Hector Zazou (2003)
- "From a Shell" - en Underworld (banda sonora) (2003)
- Impossible Dream - Patty Griffin (2004)
- Want - Michael Brook (2006)
- Columbus Day film banda sonora - Michael A. Levine (2008)
- Magic - en The Bigtop (banda sonora) (2008)
- Familial - Philip Selway (2010)